# IC 1408
IC 1408 — галактика типу S0 (спіральна галактика) у сузір'ї Козоріг.
Цей об'єкт міститься в оригінальній редакції індексного каталогу.